# Robert Cacchioni
Robert Cacchioni, talvolta indicato come Roberto Cacchioni (Roma, 1º luglio 1950), è un ex calciatore italiano naturalizzato francese, di ruolo centrocampista.

## Caratteristiche tecniche
Centrocampista, veniva spesso impiegato a supporto della difesa.

## Carriera
Esordì in massima serie nella stagione 1970-1971, indossando la maglia dell'Olympique Lione: con i Gones disputò sette stagioni partecipando alla vittoria della Coppa di Francia nella stagione 1972-1973.
Concluse la propria carriera in Corsica, giocando per tre stagioni con il Gazélec Ajaccio, allora militante in seconda divisione.

## Statistiche

### Presenze e reti nei club
| Stagione               | Squadra                | Campionato             | Campionato | Campionato | Coppe nazionali | Coppe nazionali | Coppe nazionali | Coppe continentali | Coppe continentali | Coppe continentali | Totale | Totale |
| Stagione               | Squadra                | Comp                   | Pres       | Reti       | Comp            | Pres            | Reti            | Comp               | Pres               | Reti               | Pres   | Reti   |
| ---------------------- | ---------------------- | ---------------------- | ---------- | ---------- | --------------- | --------------- | --------------- | ------------------ | ------------------ | ------------------ | ------ | ------ |
| 1970-1971              | O. Lione               | D1                     | 4          | 0          | CF              | 0               | 0               | -                  | -                  | -                  | 4      | 0      |
| 1971-1972              | O. Lione 2             | D3                     | 4          | 0          | -               | -               | -               | -                  | -                  | -                  | 4      | 0      |
| 1971-1972              | O. Lione               | D1                     | 22         | 0          | CF              | 1               | 0               | -                  | -                  | -                  | 23     | 0      |
| 1972-1973              | O. Lione               | D1                     | 23         | 0          | CF              | 7               | 0               | -                  | -                  | -                  | 30     | 0      |
| 1973-1974              | O. Lione               | D1                     | 25         | 1          | CF              | 5               | 1               | CCo                | 2                  | 0                  | 32     | 2      |
| 1974-1975              | O. Lione               | D1                     | 38         | 2          | CF              | 1               | 0               | CU                 | 2                  | 0                  | 41     | 2      |
| 1975-1976              | O. Lione               | D1                     | 32         | 0          | CF              | 9               | 1               | CU                 | 2                  | 0                  | 43     | 1      |
| 1976-1977              | O. Lione               | D1                     | 28         | 0          | CF              | 1               | 0               | -                  | -                  | -                  | 29     | 0      |
| Totale O. Lione        | Totale O. Lione        | Totale O. Lione        | 172        | 3          |                 | 24              | 2               |                    | 6                  | 0                  | 202    | 5      |
| 1977-1978              | Gazélec Ajaccio        | D2                     | 28         | 0          | CF              | 5               | 0               | -                  | -                  | -                  | 33     | 0      |
| 1978-1979              | Gazélec Ajaccio        | D2                     | 29         | 0          | CF              | 2               | 0               | -                  | -                  | -                  | 31     | 0      |
| 1979-1980              | Gazélec Ajaccio        | D2                     | 0          | 0          | CF              | 0               | 0               | -                  | -                  | -                  | 0      | 0      |
| Totale Gazélec Ajaccio | Totale Gazélec Ajaccio | Totale Gazélec Ajaccio | 57         | 0          |                 | 7               | 0               |                    | -                  | -                  | 64     | 0      |
| Totale carriera        | Totale carriera        | Totale carriera        | 229        | 3          |                 | 31              | 2               |                    | 6                  | 0                  | 353    | 38     |

## Palmarès

### Club

#### Competizioni nazionali
- Coppa di Francia: 1

Olympique Lione: 1972-1973
- Supercoppa francese: 1

Olympique Lione: 1973